# Дискография Сергея Старостина
Дискография российского музыканта — Сергея Старостина, специализирующегося на исполнении народной музыки, который записал и выпустил: 1 сольный альбом, 53 совместный альбом, 11 сборников, 2 миксованных альбома и 7 саундтреков.

## Сольное
| Дата выхода | Название                       | Тип            | Жанр          | Формат       | Музыкальная компания | Страна |
| ----------- | ------------------------------ | -------------- | ------------- | ------------ | -------------------- | ------ |
| 2004 год    | At Home (Recorded Live in Dom) | Сольный альбом | Монолог, фолк | Компакт-диск | ДОМ.                 | Россия |

## Совместное
| Дата выхода         | Название | Тип     | Жанр | Формат | Музыкальная компания | Страна |
| ------------------- | --- | ------- | ---- | ------ | -------------------- | ------ |
| 1991 год            | Сделано в белом (с Инной Желанной) | Альбом  | —    | —      | —                    | —      |
| 1992 год            | Last Nation (в составе «Time Zone») | Альбом  | —    | —      | —                    | —      |
| 1992 год            | Møte i Moskva (с Mari Boine) | Альбом  | —    | —      | —                    | —      |
| 1993 год            | Katysha (в составе ансамбля «Русская Мелодия») | Альбом  | —    | —      | —                    | —      |
| 1993 год            | Prayer (в составе «Moscow Art Trio») | Альбом  | —    | —      | —                    | —      |
| 1995 год            | Водоросль (с Инной Желанной) | Альбом  | —    | —      | —                    | —      |
| 1995 год            | Folk Dreams (в составе «Moscow Art Trio») | Альбом  | —    | —      | —                    | —      |
| 1996 год            | Гроза в деревне (с группой «Мегаполис») | Альбом  | —    | —      | —                    | —      |
| 1997 год            | If I’d Been Born an Eagle (с группой «Huun-Huur-Tu») | Альбом  | —    | —      | —                    | —      |
| 1998 год            | Mountain Tale (с группами «Huun-Huur-Tu» и «Angelite») | Альбом  | —    | —      | —                    | —      |
| 1998 год            | Live In Karlsruhe (в составе «Moscow Art Trio») | Альбом  | —    | —      | —                    | —      |
| 1998 год            | Music (в составе «Moscow Art Trio») | Альбом  | —    | —      | —                    | —      |
| 1998 год            | Намного лучше (c «Волковтрио») | Альбом  | —    | —      | —                    | —      |
| 1998 год            | XIX98 (с Аркадием Шилклопером, Владимиром Волковым) | Альбом  | —    | —      | —                    | —      |
| 1998 год            | Солнцеклёш (с группой «Маша И Медведи») | Альбом  | —    | —      | —                    | —      |
| 1999 год            | Иноземец (с Инной Желанной) | Альбом  | —    | —      | —                    | —      |
| 1999 год            | Было солнце (с группой «Волковтрио») | Альбом  | —    | —      | —                    | —      |
| 1999 год            | Gombi Zor (с группой «VeDaKi (Вершки да Корешки)» (с Алексеем Левиным)) | Альбом  | —    | —      | —                    | —      |
| 1999 год            | Journey (в составе «Sergey Starostin’s Vocal Family») | Альбом  | —    | —      | —                    | —      |
| 2000 год            | Moments (с Инной Желанной) | Концерт | —    | —      | —                    | —      |
| 2000 год            | Portrait (в составе «Moscow Art Trio», совместно с «Huun-Huur-Tu») | Альбом  | —    | —      | —                    | —      |
| 2000 год            | Зимы не будет (с Леонидом Фёдоровым, Владимиром Волковым, Святославом Курашовым) | Альбом  | —    | —      | —                    | —      |
| 2001 год            | Winter in Moscow (совместно с Инной Желанной и Mari Boine) | Альбом  | —    | —      | —                    | —      |
| 2001 год            | Unce Upon A Time (в составе «Moscow Art Trio») | Альбом  | —    | —      | —                    | —      |
| 2001 год            | Под светлым месяцем (со Святославом Курашовым, Владимиром Волковым) | Альбом  | —    | —      | —                    | —      |
| 2003 год            | Вымыслы (с Инной Желанной) | Альбом  | —    | —      | —                    | —      |
| 2003 год            | 66 (с дуэтом «Sekl & Hmil» (с Инной Желанной, Ильёй Хмызом и Сергеем Клевенским)) | Альбом  | —    | —      | —                    | —      |
| 2004 год            | Blue Fjord (в составе «Moscow Art Trio») | Альбом  | —    | —      | —                    | —      |
| 2004 год            | Свои (со Святославом Курашовым; музыка к кинофильму Дмитрия Месхиева) | —       | —    | —      | —                    | —      |
| 2005 год            | Проще простого (с Марио Калдарару) | Альбом  | —    | —      | —                    | —      |
| 2005 год            | Заговоры (с группой "Рада и Терновник") | Альбом  | —    | —      | —                    | —      |
| 2006 год            | Страдания (с группой «Zventa Sventana») | Альбом  | —    | —      | —                    | —      |
| 2006 год            | Instead Of Making Children (в составе «Moscow Art Trio») | Альбом  | —    | —      | —                    | —      |
| 2007 год            | Домашний концерт (в составе «Жили-были») | Альбом  | —    | —      | —                    | —      |
| 2008 год            | Зима (с Инной Желанной) | Концерт | —    | —      | —                    | —      |
| 2008 год            | Village Variations (в составе «Moscow Art Trio», совместно с Норвежским Камерным Оркестром)                                                                                                   | Альбом  | —    | —      | —                    | —      |
| 2008 год            | Душеполезные песни на каждый день (с Андреем Котовым, Леонидом Фёдоров, Владимиром Волковым)                                                                                                  | Альбом  | —    | —      | —                    | —      |
| 2008 год            | Samm (с группой «VeDaKi (Вершки да Корешки)» (с Алексеем Левиным)) | Альбом  | —    | —      | —                    | —      |
| 27 февраля 2008 год | Концерт в Доме национальностей (с Марио Калдарару) | Концерт | —    | DVD    | —                    | —      |
| 2009 год            | Сosmogony, Solyd Records (с Александром Сакуровым) | Альбом  | —    | —      | —                    | —      |
| 2009 год            | Хождение по Лукам (c «Волковтрио») | Альбом  | —    | —      | —                    | —      |
| 2009 год            | Жили-были (в составе «Жили-были») | Альбом  | —    | —      | —                    | —      |
| 2009 год            | Этно Jazz (с Сергеем Клевенским) | Концерт | —    | DVD    | —                    | —      |
| 2010 год            | Legend (в составе «Moscow Art Trio») | Альбом  | —    | —      | —                    | —      |
| 2011 год            | Юла (c группой «Аукцыон» (с Леонидом Фёдоровым)) | Альбом  | —    | —      | —                    | —      |
| 2012 год            | Лукерья и дети (с Лукерьей Андреевной Кошелевой) | Альбом  | —    | —      | —                    | —      |
| 2012 год            | Поющие с бронзой (с Александром Жихаревым и Татьяной Калмыковой) | Альбом  | —    | —      | —                    | —      |
| 2013 год            | Russian Folksongs in the Key of New Jazz (с Евгением Маслобоевым, Анастасией Маслобоевой, Алексеем Кругловым, Аркадием Шиклопером, Ринатом Гатаулиным, Виталием Лабутиным, Антоном Колосовым) | Альбом  | —    | —      | —                    | —      |
| 2015 год            | "Живая Земля" (с Татьяной Калмыковой и группой "Живая Земля") | Альбом  | —    | —      | Бомба-Питер          | —      |
| 2015 год            | "Gardarika. Live in Arkhangelsk" (с Анатолием Вапировым) | Альбом  | —    | —      | ArtBeat Music        | —      |
| 2016 год            | "12 пьес" (с Сергеем Клевенским) | Альбом  | —    | —      | ArtBeat Music        | —      |
| 2018 год            | "Тесто" (с группой "Тесто") | Альбом  | —    | —      | Бомба-Питер          | —      |
| 2019 год            | "Рус-Тува" (с Кайгал-оолом Ховалыгом и "Волковтрио") | Альбом  | —    | —      | Бомба-Питер          | —      |

## Сборники
| Дата выхода      | Название                                              | Тип    | Жанр                            | Формат           | Музыкальная компания     | Страна         |
| ---------------- | ----------------------------------------------------- | ------ | ------------------------------- | ---------------- | ------------------------ | -------------- |
| 1997 год         | Listen To Your Planet (Musiktrips Mit Ellipsis Arts…) | Альбом | Фолк                            | Компакт-диск     | Ellipsis Arts            | Германия       |
| Август 1999 года | Джэм!                                                 | Альбом | Джаз                            | Компакт-диск     | Boheme Music             | Россия         |
| 2002 год         | Green Wave International Compilation                  | Альбом | Электронная музыка, рок, фолк   | Компакт-диск     | Green Wave International | Россия         |
| 2003 год         | Этна                                                  | Альбом | Фолк                            | Компакт-диск     | ДОМ.                     | Россия         |
| 2003 год         | BBC Radio 3 awards for World Music                    | Альбом | Фолк                            | 2 × Компакт-диск | Manteca                  | Великобритания |
| 2004 год         | Этно-Путешествие (Сборник Этнической Музыки Том 1)    | Альбом | Электронная музыка, рок, фолк   | Компакт-диск     | Фирма Грамзаписи Никитин | Россия         |
| 2004 год         | Этно-Путешествие (Сборник Этнической Музыки Том 2)    | Альбом | Фолк                            | Компакт-диск     | Фирма Грамзаписи Никитин | Россия         |
| 2006 год         | Ethno Life 2006 — Фестиваль Мировой Культуры          | Альбом | Электронная музыка, фолк        | Компакт-диск     | Manas Records            | Россия         |
| 2008 год         | Traumzeit '08                                         | Альбом | Джаз, классическая музыка, фолк | Компакт-диск     | Jaro Medien              | Германия       |
| 2011 год         | Beginner’s Guide To Scandinavia                       | Альбом | Фолк                            | 3 × Компакт-диск | Nascente                 | Великобритания |
| 2012 год         | Радио России. Фолк альбом                             | Альбом | Фолк                            | Компакт-диск     | Sketis                   | Россия         |

## Миксованное
| Дата выхода      | Название                   | Тип    | Жанр                     | Формат                                                                           | Музыкальная компания | Страна  |
| ---------------- | -------------------------- | ------ | ------------------------ | -------------------------------------------------------------------------------- | -------------------- | ------- |
| 2004 год         | Music Of Atmasphere        | Альбом | Электронная музыка, фолк | Компакт-диск                                                                     | GM Records           | Россия  |
| Ноябрь 2011 года | A Night @ Buddha-Bar Hotel | Альбом | Электронная музыка       | 12 × Компакт-диск, различные версии Memory Stick, цифровая дистрибуция, бокс-сет | George V Records     | Франция |

## Саундтреки
| Дата выхода | Название                       | Тип        | Жанр                                  | Формат | Музыкальная компания       | Страна |
| ----------- | ------------------------------ | ---------- | ------------------------------------- | ------ | -------------------------- | ------ |
| 2004 год    | Свои                           | Композиции | —                                     | —      | —                          | Россия |
| 2005 год    | Сватовство                     | Композиции | —                                     | —      | —                          | Россия |
| 2006 год    | Князь Владимир                 | Альбом     | аутентичный фолк, этно-джаз, этно-рок | —      | Студия Владимира Осинского | Россия |
| 2007 год    | Золотой полоз                  | Композиции | —                                     | —      | —                          | Россия |
| 2011 год    | Солдатские сказки Саши Чёрного | Композиции | —                                     | —      | —                          | Россия |
| 2013 год    | Чапаев-Чапаев                  | Композиции | —                                     | —      | —                          | Россия |
| 2015 год    | Сергий Радонежский             | Композиции | —                                     | —      | —                          | Россия |